# Фармаковский, Сергей Фёдорович
Сергей Фёдорович Фармако́вский (1911—2004) — советский и российский учёный, конструктор вооружений.

## Биография
Родился 2 (15 июля) 1911 года в Сухуме. Окончил Ленинградский электротехнический институт (1934) по специальности «Приборы управления стрельбой» (ПУС).
Техник (1932—1934), инженер (1934—1937), заместитель начальника КБ (1937—1939), главный конструктор (1939—1942) КБ завода № 212 (в дальнейшем — ЦНИИ «Электроприбор») (Ленинград). Член ВКП(б) с 1939 года.
Возглавлял разработку систем приборов управления стрельбой для линкоров, эсминцев и лидеров типа «Гневный», «Сторожевой», «Минск», крейсеров типа «Максим Горький» (1938—1941).
Главный конструктор завода № 706 Наркомата судостроительной промышленности (НКСП) (Москва) (1942), главный конструктор, главный инженер НИИ п/я 3100 специального конструкторского бюро Наркомата судостроительной промышленности (Москва) (1942—1946).
В 1946—1967 годах главный инженер НИИ п/я 128 — Ленинградский филиал СКБ НКСП (с 1966 ЦНИИ «Электроприбор»).
В 1967—1978 годах заместитель директора по научной части ЦНИИ «Электроприбор», затем до 1996 года научный консультант.
Кандидат технических наук (1952). Доктор технических наук (1961). Профессор (1962).
В 1963—1970 годах заведующий кафедрой гироскопических и навигационных приборов ЛИТМО.
Руководил созданием для флота систем приборов управления стрельбой (ПУС), навигационных комплексов подводных лодок и надводных кораблей, систем гироскопической стабилизации, систем ориентации для космических объектов.
В 1944—1978 годах ответственный редактор журнала «Гироскопия и навигация».
Умер 1 сентября 2004 года.
Автор многих научных трудов и изобретений.

## Награды и премии
- орден Ленина
- орден Трудового Красного Знамени
- орден Красной Звезды
- медали
- Ленинская премия (1963)
- Сталинская премия I степени (10 апреля 1942) — за разработку проектов боевых короблей
- Сталинская премия III степени (1950) — за разработку конструкции и организацию производства автопогрузчика